# 里奥邦
里奥邦是巴西巴拉那州的一个市镇。总面积177.836平方公里，总人口3319人，人口密度18.7人/平方公里。